# テネシーワルツ (2010年のテレビドラマ)
『テネシーワルツ』は、テレビ東京制作のテレビドラマ。テレビ東京では2010年2月17日（21:00 - 22:48）に『水曜シアター9』で、BSジャパンでは同年2月21日（21:00 - 22:48）にそれぞれ放送。
第28回横溝正史ミステリ大賞テレビ東京賞受賞作品である同名小説のドラマ化。

## 概要
- 婚約者を殺された喫茶店オーナーのやさぐれ女。婚約者の裏の顔に迫っていく最中、楽曲「テネシーワルツ」に絡みついた戦時中のひとつの事件が浮き彫りになっていく。
- 劇中、wikipediaならぬ「Tikipedia」という名のフリー百科事典が出てくる。

## キャスト
- 川村尋子（喫茶店のオーナー） - 高島礼子
- 辻井加寿夫（尋子の元夫・新聞記者） - 佐藤二朗
- 大貫慶次郎（老人ホーム理事長） - 小野武彦
- 井之上 - 寺泉憲
- 三隅早苗 - 三條美紀
- 根津雅治（加寿夫らの新聞社の元社長・相談役） - 清水綋治
- 野村賢輔（レコード店オーナー） - 夏八木勲
- 川村壮太郎（尋子の父・加寿夫の元上司） - 西田健
- 篠原刑事 - 金田明夫
- 馬渕晴男（尋子の婚約者・コンビニ店長） - 乃木涼介
- 辻井孝之（尋子の義理の息子・加寿夫の連れ子） - 佐藤拓也
- 森本明日香（孝之の同級生） - 柳本絵美
- 若き日の三隅早苗 - 小松みゆき
- 若き日の野村賢輔（バーテンダー） - CHIKARA
- 関口昌二（慶次郎の秘書） - 小野寺丈
- 刑事 - 二反田雅澄
- 野村賢輔の娘 - 栗田愛巳
- 野村賢輔の娘の夫 - 古本新乃輔
- ありさ（野村賢輔の孫） - 河合花音
- 山下真琴

ほか

## スタッフ
- 原作 - 望月武
- 脚本 - 西岡琢也
- 監督 - 児玉宜久
- 選曲 - 合田麻衣子
- スタント - 深作覚
- カースタント - アクティブ21
- 技術協力 - フォーチュン
- 照明協力 - Kカンパニー
- 編集・MA - ブル
- 美術協力 - 山崎美術
- ロケ協力 - ちばフィルムコミッション、流山フィルムコミッション、富士の国やまなしフィルムコミッション ほか
- プロデュース - 森田昇、阿部真士、小畑良治、椿宜和
- 製作 - テレビ東京、BSジャパン、角川映画